# NGC 3532
NGC 3532，也稱為許願井星團或科德韋爾91，是位於船底座的一個疏散星團。它得到這樣的名稱是因為透過望遠鏡的目鏡觀察，它看起來像
在許願井底閃耀著的數打銀幣。 
在大約1,321光年的距離上，有著將近150顆亮度7等和更暗的恆星，使它成為哈伯太空望遠鏡在1990年5月20日開始觀測時的第一個目標。南十字座的十字架三 (南十字座β) 和十字架四 (南十字座δ)約略的指向NGC 3532，它位於南十字座和巨大但較暗淡的偽十字星群之間。 with X Carinae the nearest star right next to the cluster but not a member and Eta Carinae & its famous nebula not too far away along with a bunch of other nearby deep sky objects. (3372, 3293 & I.2581.)

## 外部連結
- The Wishing Well Cluster
- Astrophotography Site Link
- WikiSky上关于NGC 3532的内容：DSS2, SDSS, GALEX, IRAS, 氢α, X射线, 天文照片, 天图, 文章和图片